# Marie-Mathilde Ducatillon-Sauthier
Marie-Mathilde Ducatillon-Sauthier,  nacida el 16 de mayo de 1953,
 más conocida como MMSD, es una pintora-artista suiza
Estudió Arts décoratifs en Ginebra de 1970 a 1973, y luego en la École des Beaux-Arts de Ginebra de 1973 a 1977, donde se licenció.

## Exposiciones
- Salon des Métamorphoses au Grand Palais de Paris en 1978.
- Exposition collective à Montreux en 1980.
- Galerie Chausse-coq en Ginebra en 1981.
- Europ’Art en Ginebra en 1999.
- Portes ouvertes des ateliers d'artistes genevois en 1999 y 2001.
- Galerie Neel, Saint-Paul de Vence, desde 2005.
- ' 'Mas d'Artigny, Saint-Paul de Vence,  2007.